# Erdemir
Erdemir Group — турецька компанія чорної металургії. Є найбільшим виробником сталі в країні. За обсягами виплавки займає 43 місце у світі.

## Історія
Угода про створення компанії була підписана в 1960 році. Будівництво заводу почалося в 1961 році, а перша продукція була випущена в 1965 році. Спочатку потужність підприємства з виплавки сталі становила 0,5 млн. тонн, потужність прокатного стану - 0,4 млн. тонн.
До 1996 році потужність компанії з виплавки сталі досягла 3 млн. тонн.
У 2002 році до складу компанії увійшов Іскендерунський металургійний комбінат

## Компанія сьогодні

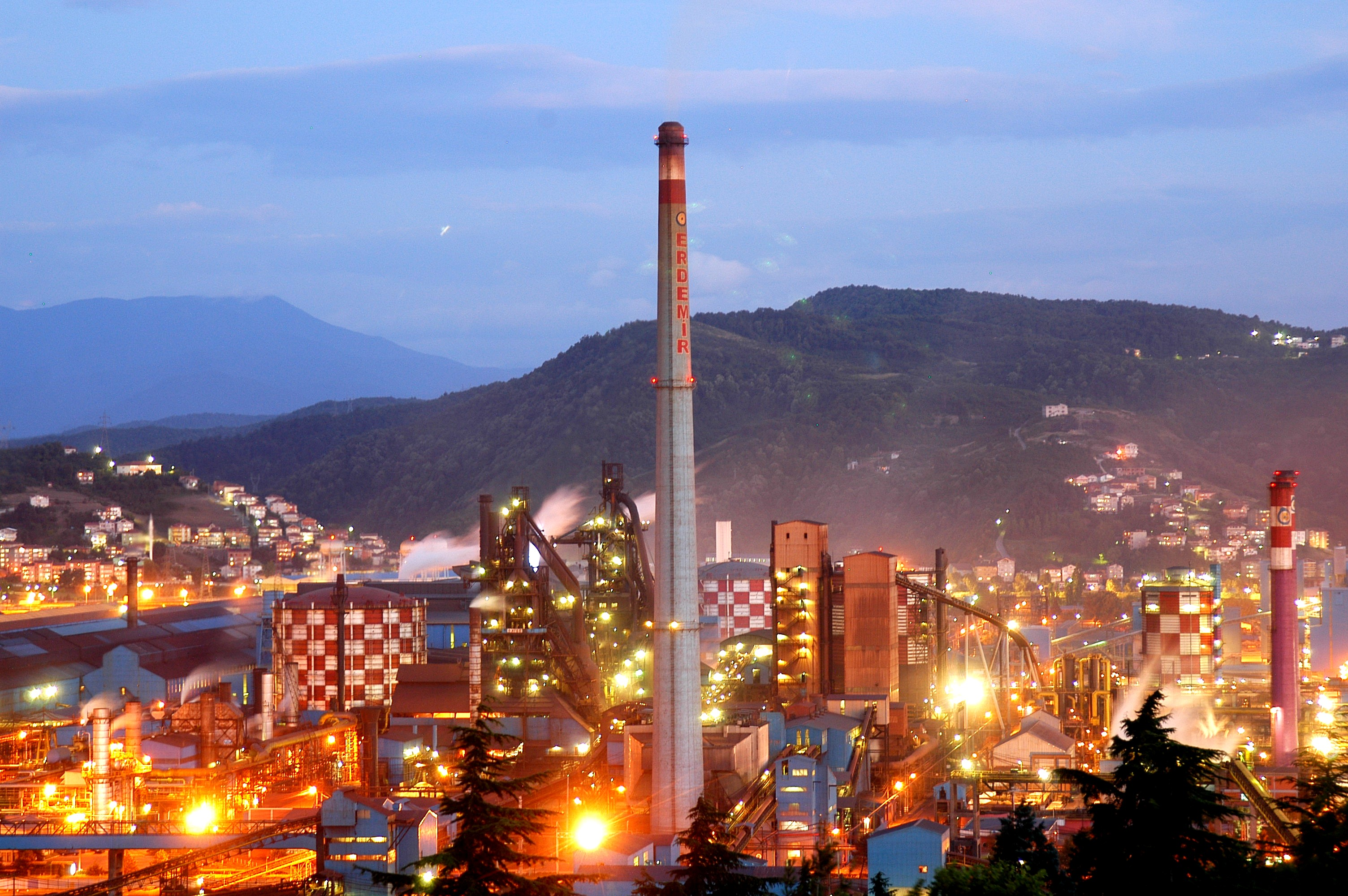
Завод Erdemir

Виручка компанії за підсумками 2015 року склала $4,382 млрд., що нижче рівня 2014 року на 16,6%. Чистий прибуток Erdemir Group за 2015 року склав $0,414 млрд. (-43,4%).
Виробництво сирої сталі в 2015 році склало 8,93 млн. тонн (+5,1%), що робить компанію найбільшим виробником даного матеріалу в Туреччині. Видобуток залізної руди за підсумками періоду склав 2,422 млн. тонн.

## Власники і керівництво
У власності Ataer Holding A. Ş. знаходиться 49,29% акцій групи. У власності компанії знаходиться 3,08% акцій, у вільному обігу - 47,63%.
Посаду голови та керуючого директора займає Алі Пандир.